# 破風口
破風口（はふぐち）は、丹沢山地西部、神奈川県足柄上郡山北町と山梨県南都留郡道志村の境にある標高1,350mあまりの峠（鞍部）である。

## 概要
大室山から三国山へ伸びる甲相国境尾根の東部、加入道山と大室山の中間に位置する峠であり、加入道山～大室山の稜線を望見した際に見える最も低い鞍部が破風口である。
峠の南側（神奈川県側）は丹沢大山国定公園に指定されており、北側（山梨県側）は横浜市水道局の水源涵養林として保護・管理されている。破風口とは風が通り抜ける場所を意味する言葉である。

## 周辺の山
東に大室山、西に馬場峠がある。